# Kouter (Gent)

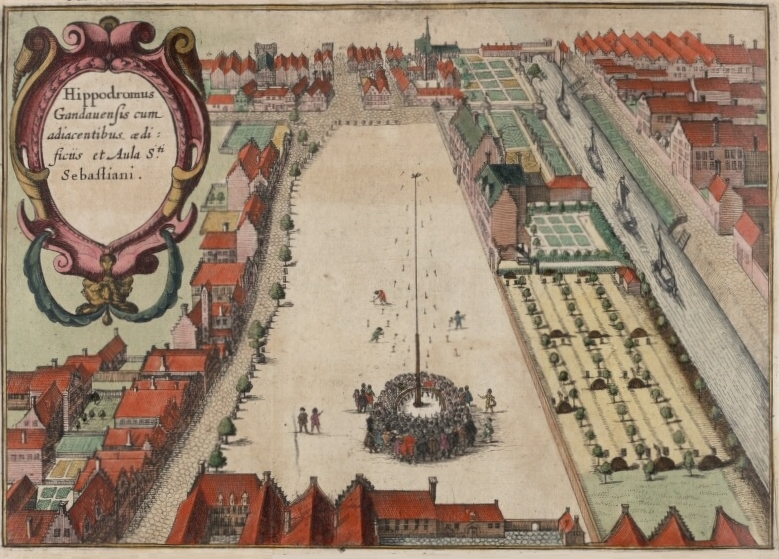
De Kouter, vroeger bekend als de Paardenmarkt (Hippodroom), in de eerste helft van de 17e eeuw (afbeelding uit Flandria illustrata, 1641)

De Kouter is een plein in het centrum van de Vlaamse stad Gent. Oudere benamingen voor dit plein zijn Paardenmarkt, en Place d'Armes. Het plein werd van oudsher niet alleen gebruikt voor allerlei festiviteiten, maar ook voor volksvergaderingen in de stad. Sinds 1772 wordt er op zondag een bloemenmarkt gehouden. Jaarlijks gaat hier tijdens de Gentse Feesten het Bal 1900 door.
De Kouter wordt omringd door statige, veelal 19e-eeuwse gebouwen, waaronder ook het Handelsbeursgebouw en Hotel Falligan. Op het plein bevindt zich een laat-19e-eeuwse, gietijzeren kiosk, gebouwd naar ontwerp van de Gentse stadsarchitect Adolphe Pauli in 1878. Aan de kant van de Zonnestraat is het gedicht Een kus op de Kouter van Lut de Block te lezen. Er staat ook een modern kunstwerk van de Amerikaanse kunstenares Jessica Diamond dat de titel "The Mystic Leaves" draagt.

## Parking Kouter
In 1997-1998 werd een ondergrondse parkeergarage gebouwd onder het plein van de Kouter. Er is plaats voor 425 auto's. Bovengronds zijn er fietsenstallingen.
Na de bouw van de ondergrondse parkeergarage werd het gehele plein grondig gerestaureerd.

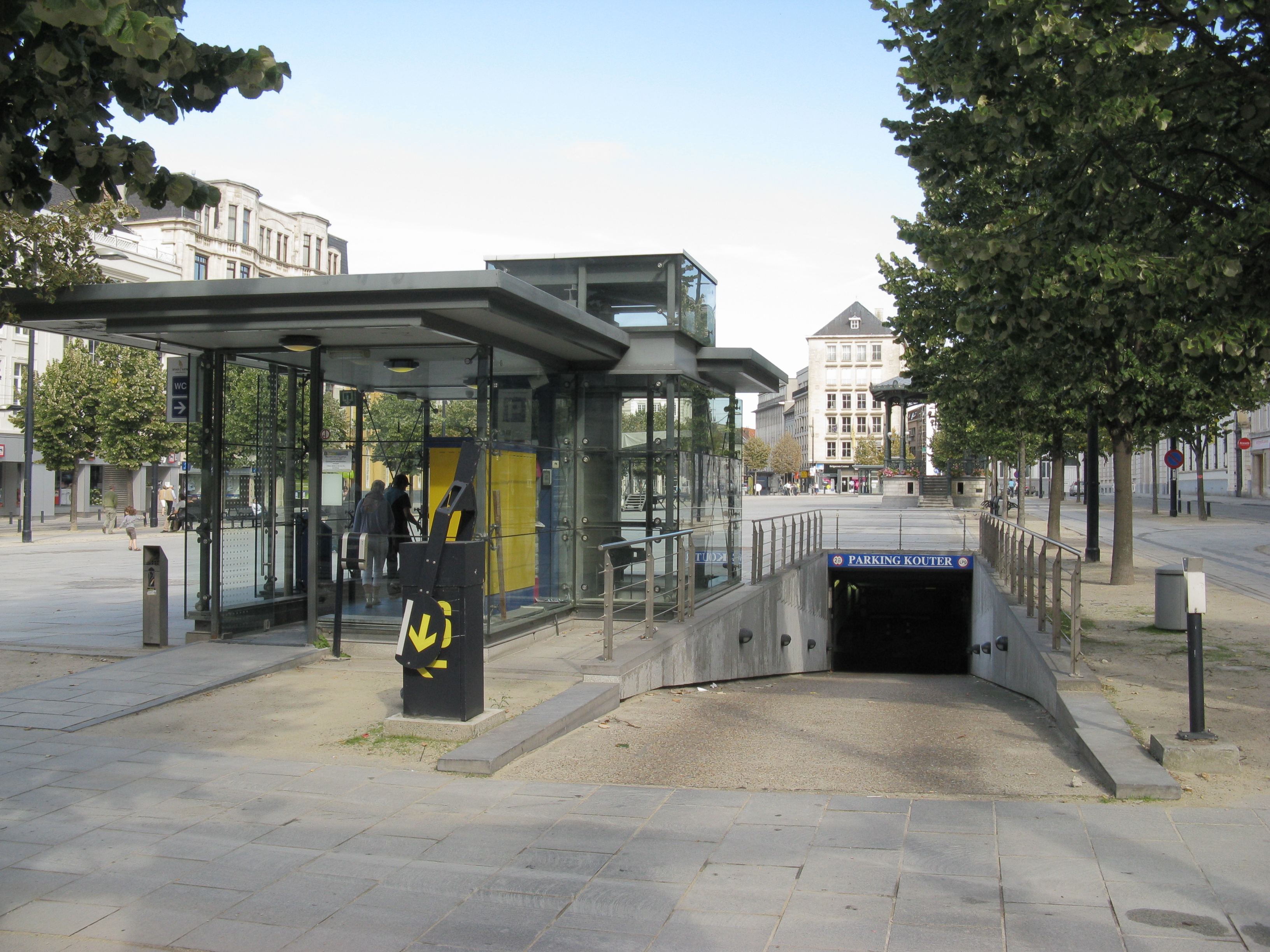
De inrit vanuit de route Nederkouter - Schouwburgstraat

## Tram
De Kouter ligt aan het kruispunt van twee tramassen, al rijden er op de noord-zuidas geen trams tussen 2024 en 2028. Op de oost-westas rijden vanaf januari 2024 lijn T1 en lijn T3.